# 6-Phosphogluconolacton
6-Phosphogluconolacton ist eine chemische Verbindung, die als Zwischenstufe im Pentosephosphatweg vorkommt. Es handelt sich um ein Monophosphat des Glucono-1,5-lactons. Im ersten Schritt des Pentosephosphatwegs wird durch das Enzym Glucose-6-phosphat-Dehydrogenase (G6PDH) die Oxidation von Glucose-6-phosphat zu 6-Phosphogluconolacton katalysiert. Cofaktor des Enzyms ist NADP+, welches zu NADPH/H+ reduziert wird:
{\displaystyle \mathrm {Glucose{\text{-6-}}phosphat+NADP^{+}{\xrightarrow {G6PDH}}} } {\displaystyle \mathrm {6{\text{-}}Phosphogluconolacton+NADPH+H^{+}\;\!} }
Da bei dieser Reaktion Reduktionsäquivalente in Form von NADPH generiert werden sollen, die bei anderen metabolischen Synthesewegen wie der Fettsäurebiosynthese benötigt werden, ist die Glucose-6-phosphat-Dehydrogenase spezifisch für Umwandlung von NADP+ nach NADPH zuständig. NAD+ kann als Cofaktor deshalb nicht genutzt werden.

## Katalysierte Reaktion
+ NADP+ ⇒
 + NADPH / H+
Glucose-6-phosphat wird am C1-Atom mittels Cofaktor NADP+ oxidiert. Im nächsten Schritt des Pentosephosphatweges wird 6-Phosphogluconolacton zu 6-Phosphogluconat hydrolysiert.